# 類義語
類義語（るいぎご）とは、同一言語において、語形は異なるが意味は互いによく似ており、場合によっては代替が可能となる二つ以上の語（例：日本語の「じゃがいも」と「馬鈴薯」、英語の「begin」と「start」）。類語ともいう。